# Sibil·la de Mataplana
Sibil·la de Mataplana (?, ? - Ripollès, segle xii), muller de Guilhèm VI de Montpeller. Els seus orígens familiars són desconeguts.

## Matrimoni i descendents
- 1. ∞ 1129, Guilhèm VI de Montpeller. Fills:

1. Guilhèm VII de Montpeller
2. Guiu Guerrejat